# Filippo Ruffini
Filippo Ruffini dit le cardinal de Tivoli (né à Rome et mort en 1380 ou 1384 dans la même ville) est un cardinal italien du XIVe siècle. Il est membre de l'ordre des dominicains.

## Biographie
Filippo Ruffini est pénitencier à la basilique Saint-Pierre. Il est nommé évêque d'Isernia en 1362 et transféré à Tivoli en 1367.
Il est créé cardinal par le pape Urbain VI lors du consistoire du 18 septembre 1378. 